# Communauté de communes Petite Montagne
Pour les articles homonymes, voir Communauté de communes de la Petite Montagne (Marne).
La communauté de communes Petite Montagne est une ancienne communauté de communes française, située au sud du département du Jura et la région Bourgogne-Franche-Comté.
Le 1er janvier 2020, cette communauté de communes a fusionné avec ses voisines (Région d'Orgelet, Jura sud et Pays des lacs) pour former la Communauté de communes Jura Sud, Pays des Lacs, Petite Montagne et Région d'Orgelet.

## Composition
En 2019, elle est composée de 23 communes :

| Nom                         | Code Insee | Gentilé      | Superficie (km2) | Population (dernière pop. légale) | Densité (hab./km2) |
| --------------------------- | ---------- | ------------ | ---------------- | --------------------------------- | ------------------ |
| Arinthod (siège)            | 39016      | Arinthodiens | 27,02            | 1 149 (2022)                      | 43                 |
| Andelot-Morval              | 39010      | Andelociens  | 10,54            | 91 (2022)                         | 8,6                |
| Aromas                      | 39018      |              | 25,8             | 584 (2022)                        | 23                 |
| Broissia                    | 39080      |              | 2,97             | 57 (2022)                         | 19                 |
| Cernon                      | 39086      | Cernonnais   | 16,45            | 234 (2022)                        | 14                 |
| Charnod                     | 39111      | Charnodiens  | 5,17             | 37 (2022)                         | 7,2                |
| Condes                      | 39163      | Condois      | 2,05             | 117 (2022)                        | 57                 |
| Cornod                      | 39166      | Cornodiens   | 13,99            | 215 (2022)                        | 15                 |
| Dramelay                    | 39204      |              | 6,53             | 27 (2022)                         | 4,1                |
| Genod                       | 39247      | Genodiens    | 3,14             | 73 (2022)                         | 23                 |
| Gigny                       | 39253      | Ganniais     | 16,04            | 267 (2022)                        | 17                 |
| La Boissière                | 39062      |              | 5,36             | 64 (2022)                         | 12                 |
| Marigna-sur-Valouse         | 39312      | Marignois    | 8,35             | 107 (2022)                        | 13                 |
| Monnetay                    | 39343      |              | 2,46             | 16 (2022)                         | 6,5                |
| Montfleur                   | 39353      | Florimontais | 7,88             | 164 (2022)                        | 21                 |
| Montlainsia                 | 39273      |              | 21,5             | 212 (2022)                        | 9,9                |
| Montrevel                   | 39363      |              | 6,39             | 83 (2022)                         | 13                 |
| Saint-Hymetière-sur-Valouse | 39137      |              | 18,3             | 415 (2022)                        | 23                 |
| Thoirette-Coisia            | 39530      |              | 15,5             | 816 (2022)                        | 53                 |
| Val Suran                   | 39485      |              | 37,49            | 782 (2022)                        | 21                 |
| Valzin en Petite Montagne   | 39290      |              | 26,38            | 454 (2022)                        | 17                 |
| Vescles                     | 39557      | Vesclois     | 20,27            | 183 (2022)                        | 9                  |
| Vosbles-Valfin              | 39583      |              | 21,34            | 186 (2022)                        | 8,7                |

## Historique
L'intercommunalité naît en janvier 2008 à la suite de la fusion des communautés de communes de Valous'Ain correspondant au canton d'Arinthod et de Val'Suran correspondant au canton de Saint-Julien. Elle regroupait 40 communes à cette date.
En 2016, la commune de Florentia a fusionné avec d'autres communes sous la commune de Val-d'Épy qui appartenait à la communauté de communes du pays de Saint-Amour.
Au 1er janvier 2017, elle compte 28 communes à la suite du retrait de la commune de La Balme-d'Épy et de la création de 5 communes nouvelles :
- Montlainsia issue de la fusion des communes Dessia, Lains et Montagna-le-Templier ;
- Valzin en Petite Montagne issue de la fusion des communes Chatonnay, Fétigny, Légna et Savigna ;
- Val Suran issue  de la fusion des communes Bourcia, Louvenne, Saint-Julien et Villechantria ;
- Aromas issue de la fusion des communes Aromas et Villeneuve-lès-Charnod ;
- Thoirette-Coisia issue de la fusion des communes Thoirette et Coisia.

Au 1er janvier 2018, elle compte 26 communes à la suite de la création de la commune nouvelle d'Arinthod qui regroupe Arinthod et Chisséria ainsi que la création de la commune nouvelle de Vosbles-Valfin réunissant Vosbles et Valfin-sur-Valouse.
Au 1er janvier 2019, ce nombre tombe à 23 communes avec la création de la commune nouvelle de Saint-Hymetière-sur-Valouse regroupant Cézia, Chemilla, Lavans-sur-Valouse et Saint-Hymetière.
Toutefois, le nombre de conseillers communautaires reste identique jusqu'en 2020.

## Politique et administration

### Siège
Le siège de la communauté de communes est situé à la mairie d'Arinthod.

### Conseil communautaire
En 2014, 46 conseillers communautaires siégeait dans le conseil.
Des élections complémentaires en 2015 dans une commune membre a introduit une nouvelle représentativité des communes au sein du conseil communautaire avec 51 conseillers, représentativité validée par arrêté préfectoral du 22 décembre 2015.
| Nombre de délégués | Communes                          |
| ------------------ | --------------------------------- |
| 6                  | Arinthod                          |
| 5                  | Thoirette-Coisia, Val Suran       |
| 4                  | Aromas, Valzin en Petite Montagne |
| 3                  | Montlainsia                       |
| 1                  | Les autres communes               |

### Présidence
| Période | Période  | Identité           | Étiquette | Qualité |
| ------- | -------- | ------------------ | --------- | ------- |
| 2014    | en cours | Jean-Louis Delorme |           |         |